# باربرا ستيل
كانت الليدي باربرا ستيل (المعروفة عمومًا باسم الليدي ستيل؛ 1857 – 22 ديسمبر 1943)، الحاصلة على وسام الإمبراطورية البريطانية برتبة ضابط، ناشطة اجتماعية اسكتلندية نظمت حملات فاعلة من أجل منح المرأة حق الاقتراع في كل من المملكة المتحدة وجنوب إفريقيا. كانت أول امرأة توفد لانتخابات مجلس مدينة إدنبرة، عندما ترشحت لانتخابات عام 1907. انتقلت ستيل إلى جنوب إفريقيا عام 1911 وفي بداية الحرب العالمية الأولى أسست منظمة لمساعدة جنود جنوب إفريقيا وعائلاتهم. مُنحت وسام الإمبراطورية البريطانية برتبة ضابط تكريمًا لخدمتها المدنية. بالإضافة إلى ذلك، شغلت منصب رئيس جمعية الاتحاد المعنية بمنح المرأة حق الاقتراع من عام 1916 حتى عام 1930، فناضلت من أجل النساء في جنوب إفريقيا.

## النشاط
انتُخب جيمس للعمل في السياسات المحلية بدءًا من عام 1872، إذ شغل منصب عضو المجلس الليبرالي عن دائرة جورج سكوير الانتخابية. من عام 1888 شغل منصب البايلي (مسؤول مدني) وأصبح اللورد حاكم إدنبرة في عام 1900، وتولى مهامه حتى التقاعد عام 1903. من مايو 1903، عندما رُفّع بلقب بارون موريستون، ميد كالدر، أصبحت ستيل معروفة باسم الليدي ستيل. كان جيمس يعمل في مجال التطوير العقاري وشيد مئات المباني في جميع أنحاء المدينة. شاركت ستيل، مثل العديد من نساء طبقتها، في مشاريع التنمية الاجتماعية. شجعت جيمس على بناء شقق صحية للفقراء والطبقات العاملة تحوي على سباكة داخلية ومياه صالحة للشرب. كانت العديد من هذه الشقق، الواقعة في أحياءٍ عبر جميع أنحاء المدينة مثل كوملي بانك ودالري وجورجي وهايماركت وموريستون بارك وتولكروس، ذات إيجارات ثابتة.
بعد وفاة زوجها، ازداد نشاط الليدي ستيل في قضايا المرأة. بين عامي 1904 و1906، عملت في اللجنة التنفيذية للاتحاد الليبرالي النسائي الإسكتلندي (إس دبليو إل إف)، وهو الفرع النسائي من الحزب الليبرالي الإسكتلندي. عملت أيضًا في الحكومة المحلية ولجان تحرير المرأة في الاتحاد الليبرالي النسائي الإسكتلندي وكانت عضوًا في جمعية إدنبرة الوطنية المعنية بحق المرأة في الاقتراع. تصدرت الليدي ستيل عناوين الصحف العالمية من إنجلترا إلى أستراليا والولايات المتحدة في مارس 1907، عندما رفضت دفع الضرائب ما لم يُسمح لها بالتصويت. صودر أثاثها وبيع لدفع فاتورتها الضريبية. في الشهر ذاته، قادت احتجاجًا في ميركات كروس (ميدان التسوق) للمطالبة بحق المرأة في الاقتراع. في أكتوبر من العام نفسه، شاركت في أول اجتماع لمجلس المدينة سُمح فيه للنساء بالترشح الانتخابي. عشية الانتخابات، نشرت إرسالية إدنبرة المسائية قصيدة بعنوان «حق النساء المناضلات» تُظهر الصراع حول حق النساء في الاقتراع وحول ترشيح ستيل. رغم عدم حصولها على مقعد في انتخابات نوفمبر، بسبب موقفها المتشدد من الضرائب، إلا أنها تُذكر بوصفها «أول امرأة تترشح لانتخابات مجلس مدينة إدنبرة».
في عام 1908 ومرة أخرى في عام 1909، واصلت الليدي ستيل موقفها الرافض لدفع الضرائب. بحلول عام 1908، كانت عضوًا في فرع إدنبرة من الاتحاد الاجتماعي والسياسي للمرأة وأحد المتحدثين باسمه وشاركت في مناقشة عقدت في بريدج ألان مع إليزابيث وولستنهولم إلمي وكريستال ماكميلان وجيسي ميتفن حول حق المرأة في الاقتراع والتعليم العالي. في يونيو 1908، حضرت المؤتمر الرابع للتحالف العالمي لحق المرأة في الاقتراع في أمستردام، بكونها أحد المندوبين المناوبين. في 9 أكتوبر 1909، شاركت في المسيرة الكبرى والمظاهرة النسائية التي نُظمت في إدنبرة لدعم منح المرأة حق الاقتراع.
في مارس 1911، تزوجت الليدي ستيل من المقدم جيمس هيسلوب، الحائز على وسام الخدمة العسكرية الفائق، وانتقلت معه إلى موطنه في بيترماريتزبرغ، في اتحاد جنوب إفريقيا المشكل حديثًا. كان هيسلوب اسكتلنديًا بالمثل من كيركودبرايتشاير، انتقل إلى مستعمرة ناتال في عام 1881 وعمل هناك باحثًا رئيسًا في مجال الصحة العقلية وطبيبًا عسكريًا. مع اندلاع الحرب العالمية الأولى، أصبح مدير الخدمات الطبية في الفيلق الطبي بجنوب إفريقيا. كانت الليدي ستيل مؤسسة ورئيسة للرابطة الوطنية للمرأة في مقاطعة ناتال خلال الحرب. عملت المنظمة على دعم قوات جنوب إفريقيا وتقديم الخدمات الضرورية لعائلاتهم، مثل الإمدادات الطبية والملبس، لمنع المنظمات البريطانية التي تقدم الخدمات في أوروبا بضرائب مبالغ بها. في عام 1918، مُنحت وسام الإمبراطورية البريطانية برتبة ضابط تكريمًا لخدمتها.
في عام 1916، أصبحت الرئيسة الثانية لجمعية الاتحاد المعنية بمنح المرأة حق الاقتراع، لتحل محل ماري إيما ماكنتوش، التي توفيت. بدايةً، شُكلت جمعية الاتحاد المعنية بمنح المرأة حق الاقتراع بناءً على مشورة كاري تشابمان كات في عام 1911 لتكون بديلًا عن الرابطة المعنية بمنح المرأة حق الاقتراع. قُسمت جمعية الاتحاد بسبب الشقاق حول موضوع العرق واعتقدت كات أن قضية العرق ستؤخر منح المرأة حق الاقتراع. بناءً على نصيحتها، قررت جمعية الاتحاد تجاهل قضية حق الاقتراع العام لجميع الأعراق، وحث العمل على منح النساء البيض فقط لحق الاقتراع. شغلت الليدي ستيل منصب الرئيس من عام 1916 إلى عام 1930، عندما حصلت النساء البيض في جنوب إفريقيا أخيرًا على حق التصويت.